# 孟加拉語維基百科
孟加拉語維基百科是維基百科協作計劃的孟加拉語版本，由非營利組織──維基媒體基金會維持負責。目前是各語言維基百科計劃中，規模排名第46（依條目量計算）的維基百科。計劃開始於2001年，至2011年11月11日，已有超過22,544個條目。

## 外部連結
- 孟加拉語維基百科